# Hodaja
Hodaja (hebrejsky הוֹדִיָּה, v oficiálním přepisu do angličtiny Hodiyya, přepisováno též Hodaya) je vesnice typu mošav v Izraeli, v Jižním distriktu, v Oblastní radě Chof Aškelon.

## Geografie
Leží v nadmořské výšce 48 metrů v pobřežní nížině, v regionu Šefela.
Obec se nachází 7 kilometrů od břehu Středozemního moře, cca 45 kilometrů jihojihozápadně od centra Tel Avivu, cca 57 kilometrů jihozápadně od historického jádra Jeruzalému a 7 kilometrů severovýchodně od města Aškelon. Hodaju obývají Židé, přičemž osídlení v tomto regionu je etnicky převážně židovské.
Hodaja je na dopravní síť napojena pomocí lokální silnice číslo 3500, jež severně od vesnice ústí do dálnice číslo 3.

## Dějiny
Hodaja byla založena v roce 1949. Zakladateli mošavu byli Židé z Indie (odtud název vesnice - „Hodu“ znamená hebrejsky Indie). První osadníci se zde ale neudrželi a byli nahrazeni židovskými imigranty z Íránu, Jemenu a Iráku. Zpočátku se obec potýkala s ekonomickými těžkostmi, chybělo silniční spojení a elektřina.
Místní ekonomika je stále založena na zemědělství, ale zabývá se jím již jen menšina obyvatel (pěstování květin, ovoce, chov drůbeže a dobytka)). V obci funguje zdravotní středisko, obchod, klub mládeže, mateřská škola, synagoga a sportovní areály.

## Demografie
Podle údajů z roku 2014 tvořili naprostou většinu obyvatel v Hodaji Židé (včetně statistické kategorie "ostatní", která zahrnuje nearabské obyvatele židovského původu ale bez formální příslušnosti k židovskému náboženství).
Jde o menší obec vesnického typu s dlouhodobě stagnující populací. K 31. prosinci 2014 zde žilo 497 lidí. Během roku 2014 populace stoupla o 1,2 %.
| Rok            | 1961 | 1972 | 1983 | 1995 | 2001 | 2003 | 2004 | 2005 | 2006 | 2007 | 2008 | 2009 | 2010 | 2011 | 2012 | 2013 | 2014 |
| -------------- | ---- | ---- | ---- | ---- | ---- | ---- | ---- | ---- | ---- | ---- | ---- | ---- | ---- | ---- | ---- | ---- | ---- |
| Počet obyvatel | 400  | 478  | 442  | 472  | 582  | 568  | 544  | 533  | 530  | 539  | 560  | 452  | 447  | 463  | 506  | 491  | 497  |